# Evergestis zernyi
Evergestis zernyi là một loài bướm đêm trong họ Crambidae.